# Protectorat Oriental d'Aden

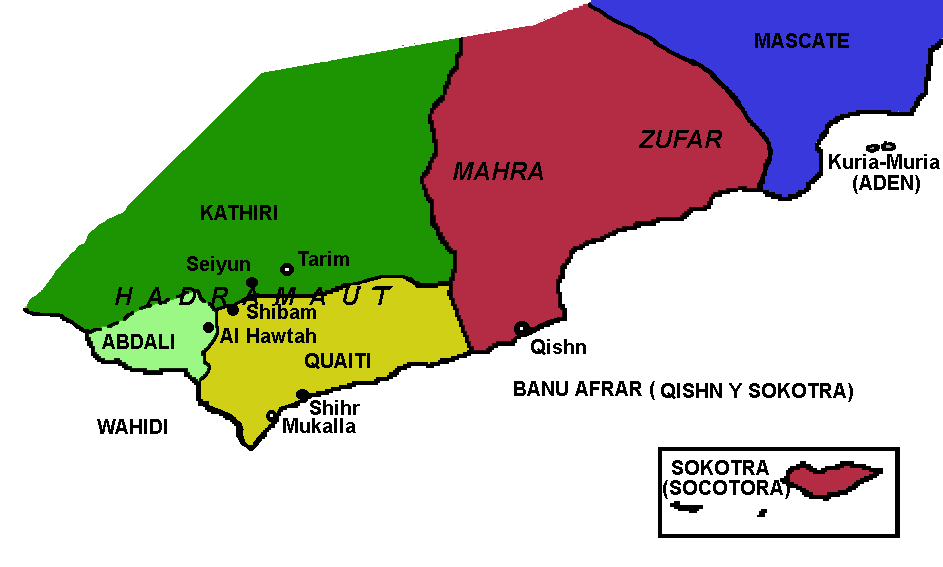
Mapa del Protectorat Oriental

El Protectorat Oriental d'Aden fou la zona sota protectorat britànic a l'Hadramaut i Mahra, a la part oriental del que fou el Iemen del Sud i avui República del Iemen. El soldanat ocupava una superfície de 229.667 km² inclòs els soldanats Wahidi i els xeicats d'Irqa i Hawra.
El protectorat mai no fou ben definit. Els soldans Wahidi, a l'est de la part occidental i a l'oest de l'oriental, a vegades hi foren inclosos. El protectorat estricte era sobre la dinastia Quaiti que es titulaven soldans de Shir i Mukalla (o Shihr i Mukalla) i des del 1954 soldans Quaiti d'Hadramaut, i sobre els sultans Kathiri de Seiyun (dels que depenia nominalment l'emir dels Abdali orientals). Les relacions amb la dinastia Banu Afrar eren especials, ja que els Banu Afrar eren els sobirans de l'illa Socotra a més de la part continental coneguda com a Mahra, i portaven el títol de Sultans de Qishn i Socotra (Qishn era la capital continental, a la regió de Mahra), que després van canviar a sultans de Mahra.
Amb la desaparició virtual del Protectorat Occidental d'Aden el 1963, va recuperar el nom de Protectorat d'Aden (que va incloure almenys un dels estats occidentals) fins a la seva desaparició el 1967.